# Collegio Capranica

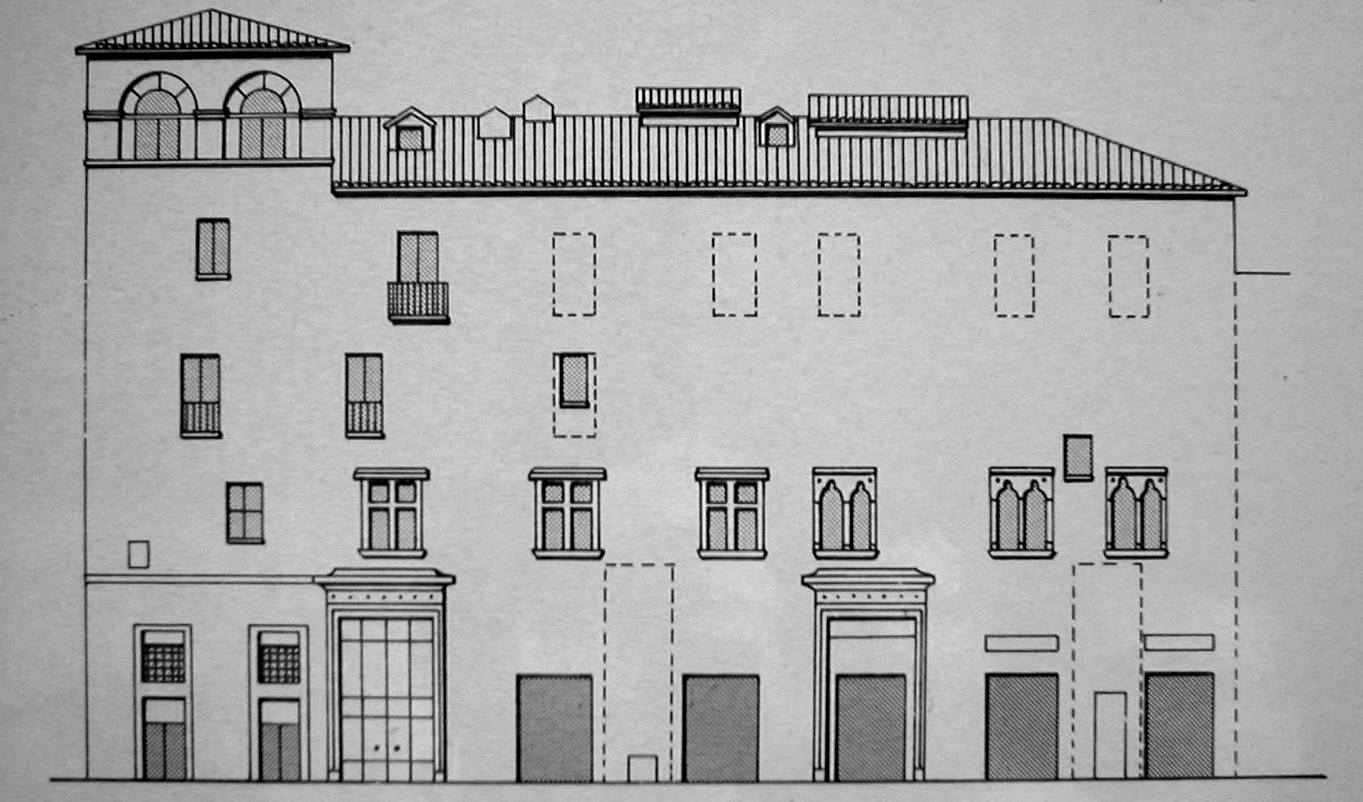
Collegio Capranica (fasad)

Collegio Capranica är ett prästseminarium i Rom, grundat 1457 av kardinal Domenico Capranica.